# Ünal Alpuğan
Ünal Alpuğan (* 3. August 1973 in Gelsenkirchen) ist ein ehemaliger deutsch-türkischer Fußballspieler.

## Karriere
Ünal Alpuğan begann seine Karriere bei Westfalia Buer, dem FC Schalke 04 und der SG Wattenscheid 09. Bis 1997 spielte er für den FC Rhade. Von 1997 bis 2001 spielte er erneut für den FC Schalke 04, zunächst für die Amateurmannschaft. In der Winterpause 1998/99 wurde er von Trainer Huub Stevens für den Schalker Neuzugang Hami Mandıralı als Dolmetscher zu den Trainingseinheiten der Profis geholt. Dabei fiel er durch seine Trainingsleistung dem Trainer auf, war in den folgenden eineinhalb Jahren Stammspieler und wurde insgesamt viermal in den Kader der türkischen Nationalmannschaft berufen. Mit dem FC Schalke 04 wurde er in der Saison 2000/01 Deutscher Vizemeister und DFB-Pokal-Sieger, danach wechselte er zu Çaykur Rizespor. Dort spielte er bis 2006 und wechselte dann zu Istanbul Büyükşehir Belediyespor. Für die Saison 2009/2010 schloss er einen Vertrag mit dem in der Landesliga spielenden Verein YEG Hassel ab, der eine Tätigkeit als Spielertrainer vorsah. Im April 2010 verließ er die YEG Hassel und beendete damit auch seine Spielerkarriere.

## Nach der Karriere
Seit 2008 lebt Alpuğan wieder in Gelsenkirchen und plant entweder in Deutschland oder in der Türkei den Trainerschein zu absolvieren.